# Jeremy Sarmiento
Jeremy Leonel Sarmiento Morante (Madrid, 16 de junho de 2002) é um futebolista equatoriano que atua como meia. Atualmente joga no Brighton & Hove Albion.

## Carreira no clube

### Brighton & Hove Albion
Vindo das categorias de base do Charlton Athletic e do Benfica, Sarmiento assinou contrato com a academia do Brighton & Hove Albion, em 2 de julho de 2021. Fez sua estreia no profissional em 22 de setembro, entrando como substituto aos 69 minutos para o lesionado Alexis Mac Allister na vitória por 2 a 0 em casa sobre o Swansea City na terceira rodada da Copa da Liga Inglesa de 2021–22. Sarmiento fez a sua estreia na Premier League em 2 de outubro, permanecendo como um substituto não utilizado no empate em casa por 0–0 contra Arsenal. Sarmiento fez sua primeira partida pelo The Seagulls em 27 de outubro, jogando 69 minutos da derrota nos pênaltis para o Leicester City na Copa da Liga. Ele fez sua estreia na Premier League em 27 de novembro, entrando como reserva aos 82 minutos substituindo Jakub Moder no empate sem gols em casa contra o Leeds United. Sarmiento estreou na Premier League quatro dias depois, onde acabou jogando apenas 13 minutos devido a uma lesão na qual foi substituído, no eventual empate por 1 a 1 fora de casa contra o West Ham. Foi revelado que sua lesão, que era no tendão da coxa, exigiria uma operação com o treinador do Brighton, Graham Potter, insinuando que ele voltaria no final de fevereiro de 2022. Em 31 de janeiro de 2022, ele assinou um novo contrato, comprometendo-se com um futuro de longo prazo com o Brighton assinando até junho de 2026. Sarmiento voltou ao time permanecendo como substituto não utilizado na derrota em casa por 2 a 0 contra o Tottenham Hotspur em 16 de março. Ele fez sua primeira aparição retornando de lesão em 2 de abril, entrando como substituto aos 88 minutos no empate em casa por 0-0 contra o Norwich City. Sarmiento substituiu Moder, que foi substituído cinco minutos antes, mas também se lesionou. Nos prêmios de final de temporada do Albions em maio, Sarmiento ganhou o prêmio de Jogador Jovem da Temporada agradecendo a todos por seu apoio, acrescentando: "Minha primeira temporada e minha estreia na Premier League foram realmente especiais e estou honrado por ganhar este prêmio."
Nascido na Espanha, filho de pais equatorianos, ele representou a Inglaterra nas equipes sub-16, 17 e 18 antes de fazer sua estreia pelo Equador em outubro de 2021, em partida válida pelas eliminatórias da Copa do Mundo FIFA de 2022 contra Bolívia, Venezuela e Colômbia. Ele estreou com uma vitória por 3 a 0 sobre a Bolívia em 7 de outubro de 2021. Foi convocado para a seleção de 26 jogadores do Equador para a Copa do Mundo FIFA de 2022 ao lado dos companheiros de Brighton, Pervis Estupiñán e Moisés Caicedo.